# قسم غيزانية الريفي
قسم غيزانية الريفي (بالإنجليزية: Gheyzaniyeh Rural District)‏ هي قسم وتقع في إيران في قسم. يقدر عدد سكانها بـ 11,636 نسمة .